# Josu Urrutikoetxea
Jose Antonio Urrutikoetxea Bengoetxea (* 24. Dezember 1950 in Ugao-Miraballes, Bizkaia/Spanien, besser bekannt als Josu Ternera) war ein Mitglied der Führungsspitze der aufgelösten baskischen Terrororganisation ETA und war von 1998 bis 2002 für Euskal Herritarrok, ein von der ETA-nahen Partei Batasuna dominiertes Bündnis, Abgeordneter im Parlament der Autonomen Gemeinschaft Baskenland.

## Leben
Josu Ternera gilt als eines der ältesten Mitglieder der ETA und war bereits während der Franco-Diktatur als Vertreter des politischen Flügels der Organisation aktiv. 1971 floh er nach Frankreich, wo er in den Untergrund ging und sich dem sogenannten militärischen Flügel anschloss. In den folgenden Jahren war er an mehreren Überfällen im spanischen Baskenland beteiligt und übernahm schließlich die Leitung des militärischen Flügels. Seit 1980 zählte er zur Führungsspitze der Organisation und war ab 1984 Stellvertreter des Anführers Domingo Iturbe Abasolo. Während der achtziger Jahre nahm er an den – schließlich gescheiterten – Verhandlungen zwischen der ETA und der spanischen Regierung unter Felipe González teil. Nach dem Tod Iturbes 1987 übernahm Ternera selbst die Leitung der Organisation.
Zwei Jahre später wurde er in Bayonne festgenommen und 1990 in Frankreich wegen Mitgliedschaft in einer kriminellen Vereinigung, Dokumentenfälschung und unerlaubten Waffenbesitzes zu zehn Jahren Haft verurteilt. Nach Verbüßung der Strafe wurde er 1996 aus Frankreich ausgewiesen und an Spanien ausgeliefert, wo die Staatsanwaltschaft wegen Terneras Leitungsfunktion in der ETA eine Haftstrafe von 12 Jahren forderte. 1998 urteilte das Gericht jedoch, dass Ternera nach dem französischen Urteil wegen seiner ETA-Mitgliedschaft nicht erneut verurteilt werden könne und dass die übrigen Verbrechen, wegen derer er hätte verurteilt werden können, bereits verjährt waren.
Ternera wurde daraufhin frei gelassen und 1998 auf der Liste von Euskal Herritarrok (einem von der ETA-nahen Partei Batasuna dominierten Wahlbündnis) in das baskische Regionalparlament gewählt. Dort gehörte er dem Ausschuss für Menschenrechte an, der sich insbesondere mit der Situation der inhaftierten ETA-Mitglieder beschäftigt. 2002 ging Ternera jedoch wiederum in den Untergrund, nachdem ein Gericht beschlossen hatte, seine Verbindungen zu einem Attentat auf eine Kaserne in Saragossa zu untersuchen, bei dem 1987 zwölf Menschen ums Leben gekommen waren.
Nach seiner Flucht nahm Josu Ternera erneut eine wichtige Rolle in der ETA-Führung ein. Angesichts der zunehmenden Delegitimierung des Terrorismus in der spanischen und baskischen Gesellschaft setzte er sich für ein Ende der bewaffneten Aktionen und für einen politischen Dialog ein, den die ETA der spanischen Regierung unter José Luis Rodríguez Zapatero am 16. Januar 2005 vorschlug. Am 22. März 2006 kündigte die ETA schließlich eine bereits seit längerer Zeit erwartete dauerhafte Waffenruhe an, woraufhin es tatsächlich zu Verhandlungen zwischen der Organisation und der Regierung kam. Josu Ternera trat dabei in mehreren Gesprächen als Verhandlungsführer für die ETA auf.
Allerdings waren die Verhandlungen innerhalb der ETA und dem ETA-Umfeld nicht unumstritten. Während die Spitze der inzwischen verbotenen Partei Batasuna um Arnaldo Otegi sowie zahlreiche inhaftierte ETA-Mitglieder den Dialog unterstützten, forderten andere, insbesondere Mikel Garikoitz Aspiazu Rubina alias Txeroki, eine Rückkehr zur Gewalt. Ende 2006 kam es daraufhin zu einem Machtwechsel innerhalb der Führungsspitze der ETA, bei der Josu Ternera abgelöst wurde. Am letzten Gespräch zwischen der ETA und der Regierung nahm daher nicht mehr er, sondern Francisco Javier López Peña alias Thierry teil. Am 30. Dezember 2006 führte schließlich ein ETA-Kommando, mutmaßlich auf Anweisung von Txeroki, einen Sprengstoffanschlag auf dem Flughafen Madrid-Barajas durch, bei dem zwei Ecuadorianer starben. Daraufhin brach die spanische Regierung den Dialog ab.
Während der Jahre 2007 und 2008 verschwand Ternera vollständig aus der Öffentlichkeit und trat auch nicht mehr als ETA-Anführer auf. Es existierten Gerüchte, er sei nach Südamerika geflohen und an Magenkrebs erkrankt. Erst nach der Festnahme mehrerer ETA-Anführer im Laufe des Jahres 2008 (darunter auch Txeroki und Thierry) kehrte Ternera Anfang 2009 nach Pressemeldungen an die Spitze der Organisation zurück. Dies wurde als Wiedererstarken des verhandlungsbereiten Flügels innerhalb der ETA interpretiert.
Ternera wurde im Mai 2019 aufgrund des Verdachts, dass er am ETA-Sprengstoffanschlag von 1987 auf die Kaserne der Guardia Civil in Saragossa beteiligt gewesen war, in Frankreich verhaftet.